# Armande Béjart
Armande-Grésinde-Claire-Élisabeth Béjart (1640/1642 – Parigi, 30 novembre 1700) è stata un'attrice teatrale francese, moglie di Molière.

## Biografia

### Controversie sulla nascita
Armande nacque in seno alla famiglia dei Béjart, celebri attori del Seicento.
Secondo l'atto matrimoniale di Armande e Molière, la donna sarebbe figlia di Joseph Béjart (1585-1641) e della moglie Marie Hervé (1593-1670); la sua nascita andrebbe collocata tra il 1640 e il giugno 1642.
Tuttavia intorno alla reale identità dei suoi genitori cominciarono presto a circolare voci. Madeleine Béjart (1618-1672), figlia di Joseph Béjart e Marie Hervé, e quindi ufficialmente sorella maggiore di Armande, con 24 anni di differenza, sarebbe stata in realtà sua madre. La tesi fu sostenuta da Jean-Léonor Le Gallois de Grimarest (1659-1713), biografo di Molière. Inoltre, alcuni contemporanei, tra cui l'attore Montfleury, ipotizzarono che Molière, legato sentimentalmente a Madeleine Béjart, potesse essere il padre della sua futura moglie, ma l'affermazione di Montfleury fu forse dettata dal desiderio di screditare il quotato rivale.
Molti elementi fanno in effetti credere che Madeleine e Armande fossero madre e figlia: i genitori ufficiali della seconda avevano 57 e 48 (o 49) anni al momento della sua nascita (età molto avanzata per l'epoca), la figlia di Molière e Armande, Esprit-Madeleine, portava il nome del padrino e della madrina di battesimo (oltretutto nel Seicento i padrini erano quasi sempre i nonni) e Madeleine nominò la presunta figlia erede universale, nonostante fosse ancora viva una sua sorella. Tutto questo depone a favore della tesi di Grimarest, biografo altrimenti inaffidabile che, per la specifica questione, disse di essere stato edotto da Esprit-Madeleine.
Roger Duchêne, nel suo Molière (1998), ritiene che Madeleine potesse essere la madre di Armande, ma spiega che tale ipotesi non può essere dimostrata, in quanto la mera analisi dei documenti ufficiali presenta Armande come figlia di Joseph Béjart e Marie Hervé. Lo stesso contratto di matrimonio tra la donna e Molière fu firmato da Marie Hervé, in qualità di madre della sposa, e Madeleine, in qualità di sorella. Inoltre, il racconto di Grimarest presenta varie incongruenze. Secondo il biografo, Armande nacque dall'unione tra Madeleine e il conte Esprit Remond de Modène, che si sarebbero uniti in matrimonio segretamente. Tuttavia, nel periodo in questione il conte era già sposato con un'altra donna.

### Attrice e moglie di Molière

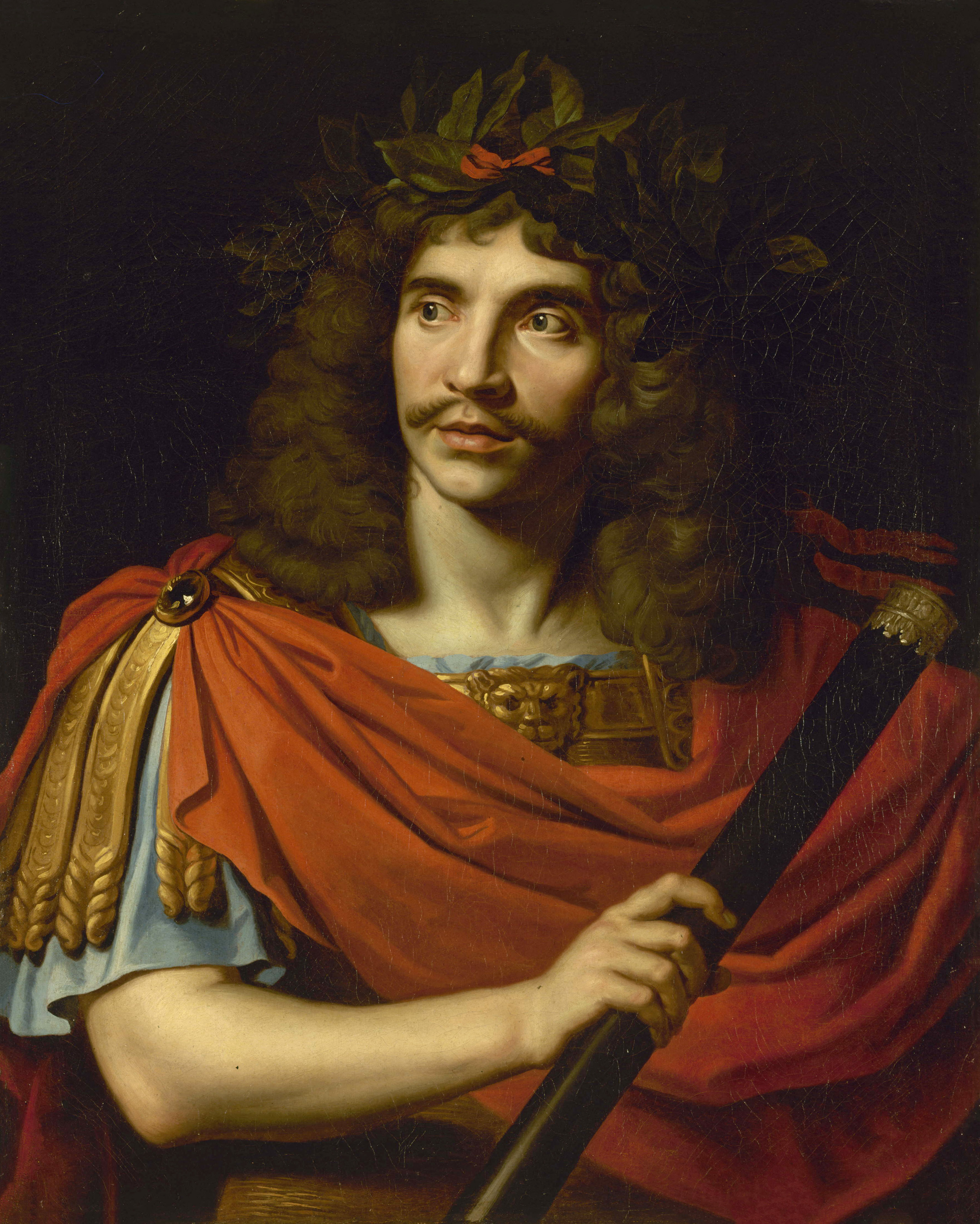
Molière

Formatasi artisticamente nella compagnia dei Béjart e di Molière, sposò quest'ultimo il 20 febbraio 1662, « âgée de vingt ans ou environ » (all'età di 20 anni circa). Con Molière avrà tre figli: François (nato nel gennaio 1664 e morto a novembre dello stesso anno), Esprit-Madeleine (n. 1665) e Pierre (n. 1672).
Nella stagione teatrale successiva al matrimonio - cominciata in primavera - figurava nella lista delle attrici della compagnia come « Mlle Molière », anche se i primi ruoli importanti arrivarono l'anno seguente, nella Critica della Scuola delle mogli (giugno 1663) e ne L'improvvisazione di Versailles (ottobre).
Nel 1664 ottenne il primo ruolo da protagonista con La principessa d'Elide. Da quel momento subentrò - al fianco di Mademoiselle de Brie - alla presunta madre nei ruoli femminili principali di quasi tutte le successive commedie di Molière come di molte altre opere portate in scena dalla sua compagnia al Palais-Royal, tra cui si possono citare Alessandro il Grande di Racine o Attila e Tito e Berenice, entrambe di Corneille.
A partire dal 1667, le relazioni con il marito si deteriorarono. È probabile, in effetti, che lei lo tradisse con l'attore Michel Baron, che recitava assieme a loro. Nel 1673 morì Molière, e fu grazie all'intercessione della vedova presso il re e presso l'arcivescovo di Parigi François de Harlay de Champvallon che il defunto poté essere sepolto cristianamente, di notte, nel cimitero Saint-Joseph. Venuto a mancare il commediografo, molti attori lasciarono la troupe per unirsi a quella rivale dell'Hôtel de Bourgogne. Armande e il celebre La Grange entrarono invece, con i colleghi rimasti, nella compagnia del Marais, e andarono a recitare nella sala dell'Hôtel Guénégaud, presa in prestito il 23 maggio 1673. Si ricostituì così la compagnia della corte.

### Nuovo matrimonio e morte
Nella sua nuova sede, la "compagnia del re" aprì la stagione con il Tartuffe il 9 luglio 1673, cui seguirono altre opere del repertorio di Molière: Armande figurava ogni volta come attrice principale. 
Il 31 maggio 1677, la Béjart convolò a seconde nozze sposando l'attore Guérin d'Estriché, membro della sua compagnia. Dalla loro unione nacque un figlio, Nicolas Guérin, che si avviò alla carriera teatrale e riscrisse una commedia lasciata incompiuta da Molière, Mélicerte, il cui nuovo titolo fu Myrtil et Mélicerte. Nicolas Guérin tuttavia morirà giovane, appena trentenne, nel 1708.
Nel 1676 Armande Béjart acquistò a Meudon una casa appartenuta al chirurgo Ambroise Paré, e ne fece, assieme al nuovo marito, la sua stabile dimora. Oggi l'edificio ospita il Musée d'art et d'histoire di Meudon.
Membro della Comédie-Française sin dalla sua fondazione (agosto 1680), avvenuta tramite la fusione della sua troupe con quella dell'Hôtel de Bourgogne, Armande si ritirò dalle scene nel 1694, ottenendo una pensione di mille lire. Morì il 30 novembre 1700: esattamente dieci giorni prima era deceduto André Hubert, anch'egli attore nella compagnia di Molière.

## Nei media
- Nel film Marquise è stata interpretata da Romina Mondello.